# Nicolae Volenti
Nicolae Volenti (n. 17 iunie 1857, Galați – d. 21 septembrie 1910, Iași) a fost un poet junimist minor, prozator și traducător.

## Biografie
Nicolae Volenti s-a născut în 1857 în familia avocatului Gheorghe Volenti. După George Călinescu însă numele real ar fi fost Răpede, dar poreclit Volintiru, de unde i se trage pseudonimul.
A urmat studiile primare la Galați unde a urmat câteva clase la Liceul Vasile Alecsandri. A terminat liceul la Iași și a urmat studii de drept la Universitatea ieșeană, specializându-se apoi la Paris. După reîntoarcerea în țară a ocupat diverse posturi în justiție (judecător supleant la tribunalele din Putna și Tutova, judecător de instrucție la Brăila și Iași, prim-președinte al Tribunalului Iași) și a fost ales de două ori deputat din partea Partidului Conservator. Bolnav, s-a retras din magistratură în 1906.

## Activitatea literară
Nicolae Volenti a debutat la vârsta de 17 ani în paginile revistei Convorbiri literare după ce, cu un an înainte, versurile sale fuseseră refuzate cu un comentariu sarcastic specific Junimii: Ce v-am greșit? La 18 ani a publicat, la Galați, primul volum de versuri intitulat Cîteva strofe.
Poet minor (deși G. Călinescu l-a etichetat mai târziu ca un poet cu totul debil, era cunoscut printre junimiști ca gingașul Volenti, George Panu considerându-l ca „un spirit delicat literar”, dominat însă de neîncredere în sine și de timiditate), Nicolae Volenti a fost influențat de Eminescu și Alecsandri și a compus pasteluri și satire dar și poezii cu conținut erotic sau meditații filozofice.
Nicolae Volenti a fost interesat de literatura dramatică: a scris (în colaborare cu S. Frasin) piesa Mioara (1902) și a făcut parte din Comitetul teatral al Teatrului Național din Iași. Ca traducător este cunoscut pentru transpunerea în limba română a piesei Le Passant de François Coppée și a unor poezii de Victor Hugo și Alfred de Musset.